# Nguyễn Hữu Dũng (chính khách)
 Nguyễn Hữu Dũng (sinh năm 1964) là một chính khách Việt Nam. Ông nguyên là Phó Chủ tịch Ủy ban Trung ương Mặt trận Tổ quốc Việt Nam, nguyên Ủy viên Ban Thường vụ Tỉnh ủy Quảng Trị, Bí thư Đảng đoàn, Chủ tịch Ủy ban Mặt trận Tổ quốc tỉnh Quảng Trị từ năm 2016 đến năm 2017.

## Lý lịch và học vấn
Nguyễn Hữu Dũng sinh ngày 20 tháng 4 năm 1964, quê quán xã Triệu An, huyện Triệu Phong, tỉnh Quảng Trị.
Ngày vào Đảng Cộng sản Việt Nam: 26/5/1992. Ngày chính thức: 26/5/1993.
Trình độ chuyên môn: Tiến sĩ kinh tế.
Trình độ lý luận chính trị: Cử nhân.
Trình độ ngoại ngữ: Anh văn C.
Kỷ luật: Không

## Sự nghiệp
Từ 12/1982 - 3/1991: Cán bộ tín dụng Ngân hàng Nông nghiệp khu vực Triệu Hải, tỉnh Quảng Trị.
Từ 4/1991 - 6/1992: Phó phòng Kinh doanh, Bí thư Đoàn thanh niên, Uỷ viên Ban Thường vụ Công đoàn cơ sở Ngân hàng Nông nghiệp khu vực Triệu Hải, Uỷ viên Ban chấp hành Thị đoàn thị xã Quảng Trị.
Từ 7/1992 - 8/1993: Trưởng phòng Kinh doanh, Phó Chủ tịch Công đoàn cơ sở, Bí thư Chi đoàn Ngân hàng Nông nghiệp khu vực Triệu Hải, tỉnh Quảng Trị.
Từ 9/1993 - 2/1995: Phó Chủ tịch Công đoàn ngành Ngân hàng tỉnh Quảng Trị, Chi ủy viên Chi bộ Ngân hàng Nhà nước tỉnh Quảng Trị.
Từ 3/1995 - 6/1996: Ủy viên Ban Cán sự Đảng, Chủ tịch Công đoàn ngành Ngân hàng tỉnh Quảng Trị; Phó Bí thư chi bộ Ngân hàng Nhà nước tỉnh Quảng Trị.
Từ 7/1996 - 6/2000: Ủy viên Ban cán sự Đảng, Chủ tịch Công đoàn ngành Ngân hàng tỉnh Quảng Trị; Bí thư chi bộ, Phó Giám đốc Ngân hàng Nhà nước tỉnh Quảng Trị.
Từ 7/2000 - 11/2004: Tỉnh ủy viên; Bí thư Ban cán sự, Giám đốc Ngân hàng Nhà nước; Ủy viên Ban chấp hành Đảng bộ cơ quan dân chính đảng tỉnh Quảng Trị.
Từ 12/2004 - 12/2007: Tỉnh ủy viên, Ủy viên Ủy ban nhân dân tỉnh, Giám đốc, Bí thư chi bộ Sở Tài chính, Ủy viên Ban chấp hành Đảng bộ cơ quan dân chính đảng tỉnh Quảng Trị.
Từ 1/2008 - 8/2010: Tỉnh ủy viên; Ủy viên Ủy ban nhân dân tỉnh; Bí thư Huyện ủy huyện Triệu Phong, tỉnh Quảng Trị.
Từ 9/2010 - 6/2011: Ủy viên Ban Thường vụ Tỉnh ủy, Bí thư Huyện ủy huyện Triệu Phong, tỉnh Quảng Trị.
Từ 7/2011 - 6/2016: Ủy viên Ban Thường vụ Tỉnh ủy, Phó Chủ tịch Ủy ban nhân dân tỉnh Quảng Trị.
Từ 7/2016 - 6/2017: Ủy viên Ban Thường vụ Tỉnh ủy, Bí thư Đảng đoàn, Chủ tịch Ủy ban Mặt trận Tổ quốc Việt Nam tỉnh Quảng Trị.
Ngày 22/6/2017, Hội nghị Ủy ban Trung ương Mặt trận Tổ quốc Việt Nam lần thứ 7, khoá VIII đã thống nhất hiệp thương cử ông Nguyễn Hữu Dũng giữ chức Phó Chủ tịch Ủy ban Trung ương Mặt trận Tổ quốc Việt Nam khoá VIII.